# 大寨乡 (杨凌农业高新技术产业示范区)
大寨乡曾是中国陕西省杨凌农业高新技术产业示范区杨陵区下辖的一个乡。2015年，大寨乡撤銷，设立大寨街道。

## 行政区划
大寨乡撤銷前下辖以下行政区：
寨东村、寨西村、西小寨村、孟家寨村、蒋家寨村、周家村、官村、陈沟村、黎沟村、杜寨村、东卜村、西卜村、南卜村